# Adaptations de Batman
Le personnage de Batman a connu le succès dans les comics et a été adapté dans de nombreux médias.

## Radio
En 1940, Superman devient le héros d'une série régulière à la radio. En mars 1945, Batman et Robin interviennent dans la série dans une histoire intitulée The Mistery of the Waxmen. Par la suite ils reviendront parfois dans la série. Celle-ci fait d'ailleurs lutter ensemble les deux héros pour la première fois. Les histoires dans lesquels ils luttent en commun n'apparaissent dans les comics qu'en 1954 dans World's Finest où, jusqu'à cette date leurs aventures se suivaient seulement. Batman est joué par Stacy Harris puis par Matt Crowley ou Gary Merrill alors que Robin est toujours interprété par Ronald Liss.

## Serials
En 1943 sort le serial Batman qui est programmé en quinze épisodes. Le film est réalisé par Lambert Hillyer et Lewis Wilson y joue Batman luttant contre des japonais qui menacent Gotham. Ce serial connaît un très grand succès et influence le comics puisqu'il montre pour la première fois la Batcave et que le personnage d'Alfred va, dans le comics, changer d'apparence pour ressembler à celle de l'acteur William Austin qui l'interprète dans le sérial. Le succès de ce sérial amène les producteurs à proposer, en 1949, Batman et Robin, réalisé par Spencer Gordon Bennet et qui dure quinze épisodes. La distribution est entièrement renouvelée et Batman est joué par Robert Lowery,.

## Séries télévisées

### La série de 1966

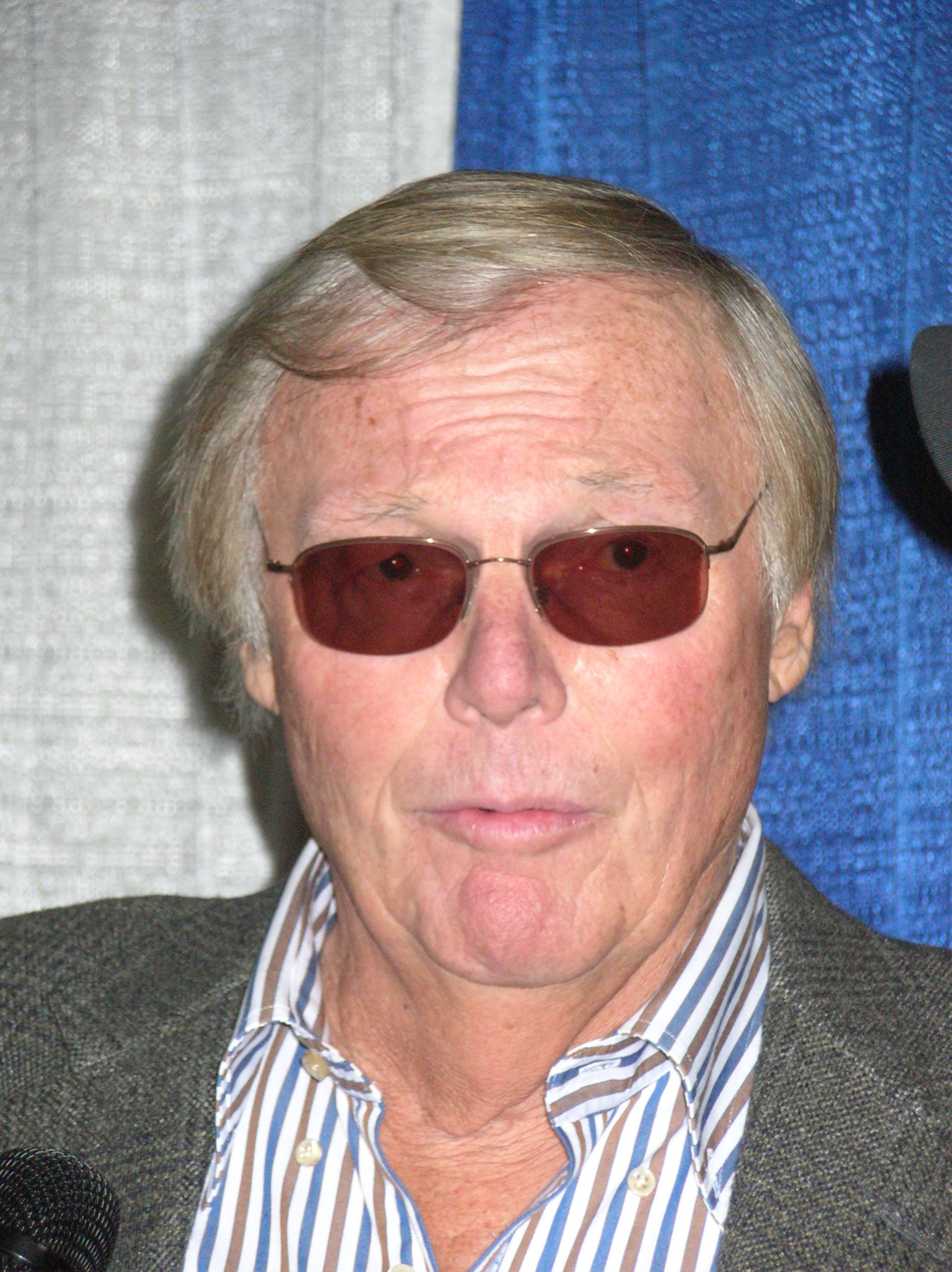
Adam West en 2009, qui incarna Batman pour la série télévisée de 1966 à 1968.

Le 12 janvier 1966 est diffusé, sur ABC, le premier épisode, Hi Diddle Riddle, de la série Batman, produite par William Dozier (qui joue aussi le narrateur), et qui est maintenue durant trois saisons de 1966 à 1968. Le personnage de Batman est interprété par Adam West et celui de Robin par Burt Ward. Les épisodes durent une demi-heure et forment des paires : la première partie, diffusée le mercredi, se termine sur un cliffhanger et la seconde montre la résolution de celui-ci et la victoire des héros. Alors que le comics retrouvait un aspect sombre proche de celui des origines, la série est produite avec un ton humoristique contraire à celui des comics. Pour parfaire ce second degré il est demandé aux acteurs de jouer sérieusement leur rôle car le comique doit provenir de l'incongruité des situations. Cela est visible clairement lorsque Batman et Robin escaladent des murs. Le trucage, qui consiste à mettre un faux mur au sol sur lequel les héros tiennent une corde et à filmer cela après avoir tourné la caméra, n'est et ne se veut pas crédible. De même, lors des combats apparaissent sur l'écran de télévision des onomatopées, semblables à celles des comics, pour marquer l'échange de coups. Dès le début, La série est un succès alors que les tests de visionnage faisaient craindre un cuisant échec. Ce succès se maintient lorsqu'un film tiré de cette série est distribuée à l'été 1966. En revanche à partir de la deuxième saison, l'intérêt des spectateurs faiblit. Pour compenser les pertes, ABC demande que les épisodes ne fonctionnent plus en couple mais qu'ils soient tous indépendants. De plus, des économies sont faites sur les décors et les accessoires. À cause de ces demandes, la qualité de la série faiblit. Pour relancer l'intérêt, William Dozier a l'idée de créer une Batgirl. Après consultation des éditeurs de DC Comics, Batgirl apparaît dans la série mais cela ne suffit pas à relancer l'intérêt des téléspectateurs et après cette troisième saison Batman quitte les écrans en mars 1968.

### Autres séries
- Les Anges de la nuit (Birds of Prey, treize épisodes, Laeta Kalogridis, 2002-2003) avec Bruce Thomas qui interprète Batman dans le premier épisode.
- Gotham (2014-2019) : Cette série est centrée sur le personnage de James Gordon lors de ses débuts avant qu'il ne soit commissaire et que Bruce Wayne ne soit Batman. C'est le comédien Benjamin McKenzie qui prête ses traits à Gordon tandis que Bruce Wayne est incarné par David Mazouz durant l'intégralité de la série.
- Titans (2018-2023) : Série centrée sur le personnage de Nightwing un ancien élève de Batman. Plus tard dans la série, on peut voir Jason Todd et Batman interprété par Iain Glen dans 11 épisodes (saison 2 et 3).

- Batwoman (2019-2022) : Il est annoncé que Kevin Conroy, la voix originale de Batman dans la série d'animation éponyme, reprendra le rôle du justicier masqué en live-action dans le crossover Crisis on Infinite Earths de l'univers des séries Arrow, Flash, Supergirl de la chaîne The CW. Il apparaît dans la seconde partie du crossover en tant que Bruce Wayne de Terre-99. Cet épisode se passe dans la série Batwoman. Par la suite, c'est l'acteur Warren Christie qui est choisi pour être le visage de Bruce Wayne (dont le personnage a quitté Gotham plusieurs années avant les évènements de la série) dans 3 épisodes (saison 1 et 2).
- Gotham Knights (2023) : À la suite de la mort de Bruce Wayne, alias Batman, la ville de Gotham City n'est plus en sécurité. Turner Hayes, le fils adoptif de Bruce, est accusé à tort du meurtre de son père aux côtés de plusieurs enfants d'ennemis de Batman. Bruce Wayne est incarné par David Miller dans le premier épisode.

## Séries animées
- Les Aventures de Batman (Batman with Robin the boy wonder, 51 épisodes, Don Towsley, 1968-1969) avec Olan Soule (VF : Patrick Guillemin)
- Les Nouvelles Aventures de Batman (The New Adventures of Batman, 16 épisodes, Don Towsley, 1977) avec Adam West (VF : Patrick Guillemin)
- Batman (Batman alias Batman, The Animated Series, 85 épisodes, Paul Dini, Bruce Timm, Eric Radomski, 1992-1995) avec Kevin Conroy (VF : Richard Darbois)
- Superman, l'Ange de Metropolis (Superman, 54 épisodes, Alan Burnett, Paul Dini (auteur), Bruce Timm, 1996-2000) avec Kevin Conroy (VF : Richard Darbois)
- Batman (The New Batman Adventures aka Batman: Gotham Knights, 24 épisodes, Alan Burnett, Paul Dini (auteur), Bruce Timm, 1997-1999) avec Kevin Conroy (VF : Richard Darbois)
- Batman, la relève (aka Batman 2000) (Batman Beyond, 52 épisodes, Alan Burnett, Paul Dini (auteur), Glen Murakami, Bruce Timm, 1999-2001) avec Kevin Conroy (Bruce Wayne) et Will Friedle (Terry McGinnis) (Patrick Messe et Didier Cherbuy dans la version française). Dans cette série, Bruce Wayne a rangé son costume définitivement. Âgé de 70 ans, il est rattrapé par le temps. Il se voit contraint de créer un ultime costume qui pallie ses faiblesses physiques dues à l'âge. Pourtant, lors d'une intervention, Batman a une attaque cardiaque. Il utilise une arme à feu pour échapper à la mort, trahissant la promesse qu'il s'était faite au début de sa carrière. Après cet événement, Bruce Wayne décide de mettre fin à sa carrière de héros.
- Le Projet Zeta (The Zeta Project, 26 épisodes, Robert Goodman, 2001-2002) avec Kevin Conroy et Will Friedle (VF : Robert Guilmard)
- La Ligue des justiciers (Justice League puis Justice League Unlimited, 91 épisodes, Paul Dini (auteur), Bruce Timm, 2001-2006) avec Kevin Conroy et Kyle Alcazar (VF : Bruno Carna puis Stéfan Godin)
- Static Choc (Static Shock, 52 épisodes, Dwayne McDuffie, 2000-2004) avec Kevin Conroy (VF : Bruno Carna)
- The Batman (The Batman, 65 épisodes, Michael Goguen, Duane Capizzi, 2004-2008) avec Rino Romano (VF : Adrien Antoine)
- Batman : L'Alliance des héros (Batman : The Brave and the Bold, 65 épisodes, 2008-2011) avec Diedrich Bader (VF : Adrien Antoine)
- La Ligue des justiciers : Nouvelle Génération (Young Justice, 98 épisodes, 2010-) avec Bruce Greenwood (VF : Adrien Antoine)
- Prenez garde à Batman ! (Beware the Batman, 26 épisodes, 2013-2014) avec Anthony Ruivivar (VF : Adrien Antoine)
- La Ligue des justiciers : Action (Justice League Action, 52 épisodes, 2016-2018) avec Kevin Conroy (VF : Adrien Antoine)
- Batman: Caped Crusader (Batman: Caped Crusader, Bruce Timm, 10 épisodes, 2024-)

## Longs métrages

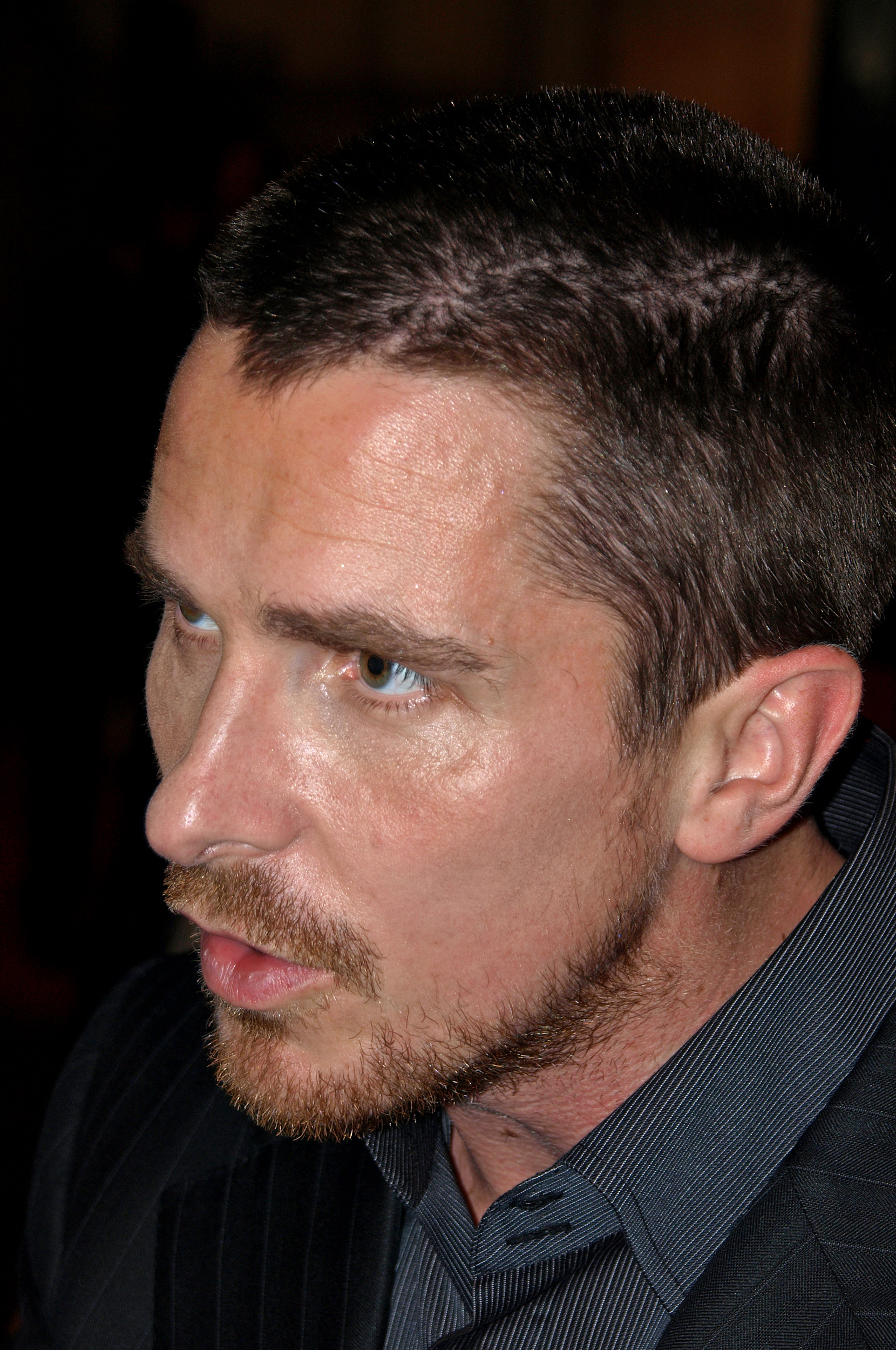
Christian Bale qui interprète Batman dans la trilogie de Christopher Nolan.

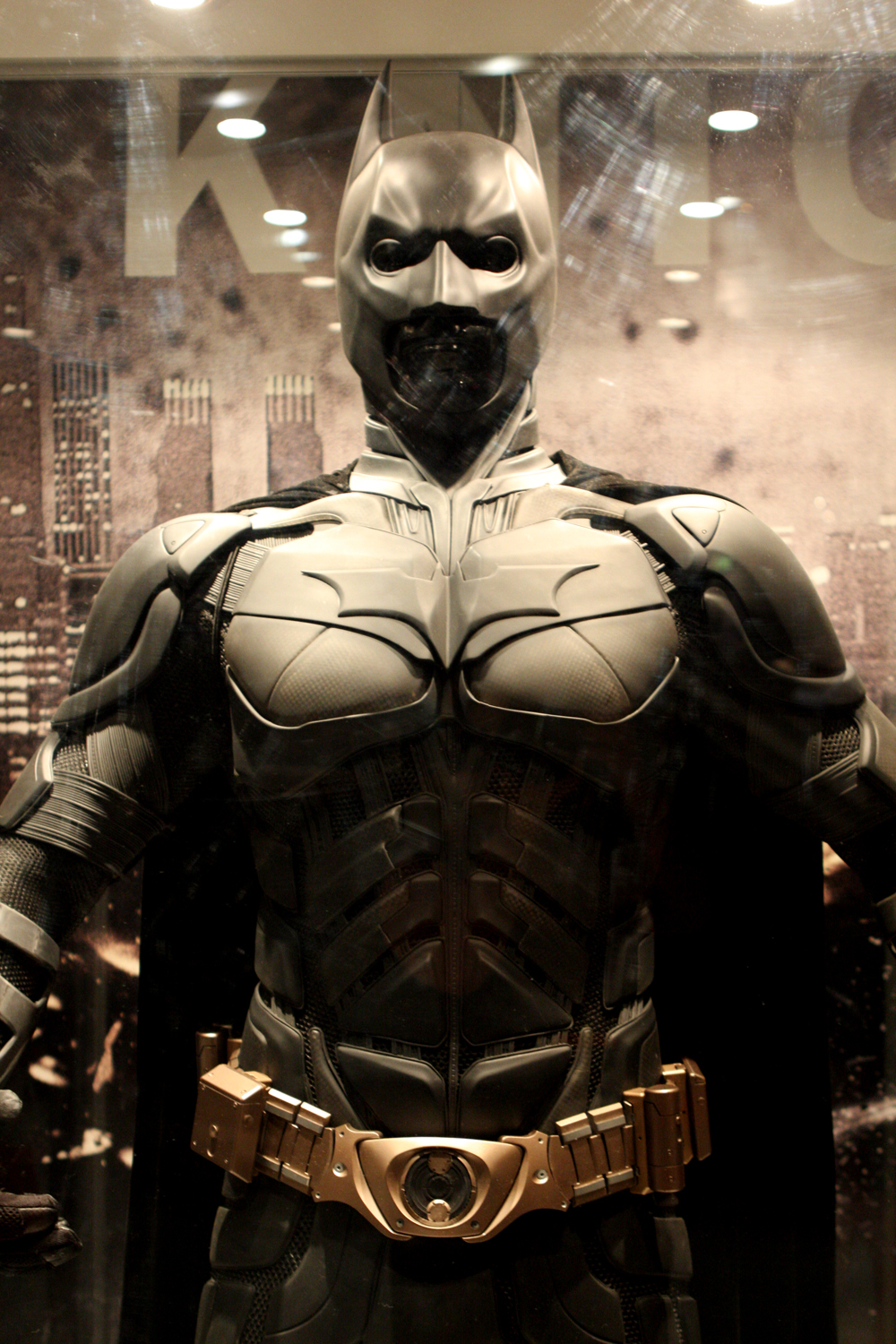
Le costume de Batman dans la trilogie de Christopher Nolan.

### Première apparition au cinéma
En 1966 sort le film Batman inspiré de la série télévisée diffusée à ce moment sur les écrans américains. Comme dans la série Batman est joué par Adam West et Robin par Burt Ward. Les antagonistes des héros sont le Joker (joué par Cesar Romero), le Pingouin (Burgess Meredith) et le Sphinx (Frank Gorshin). Le personnage de Catwoman apparaît aussi mais joué par Lee Meriwether et non par Julie Newmar qui est retenue par ailleurs lorsque se tourne ce film réalisé par Leslie H. Martinson qui avait déjà réalisé deux épisodes de la série. Le tournage est très rapide et commence dès l'achèvement de la première saison télévisée à fin d'avril 1966. Il se termine fin mai et le film est prêt à être distribué en fin juillet. La première mondiale se tient à Austin le 30 juillet. Bien que les critiques soient plutôt négatives et que les américains commencent à se lasser de la «Batmania», le film est un succès.

### Tétralogie des années 1990
En 1986, porté par le succès de Batman: Dark Knight de Frank Miller et The Killing Joke d'Alan Moore la société Warner Bros. décide de produire un film dont le héros serait Batman. L'écriture du script et la nécessité d'attendre la fin du tournage de Beetlejuice réalisé par Tim Burton qui doit diriger le film reportent le tournage. Lors de la pré-production les fans du comics se manifestent pour signifier leurs inquiétudes : Burton ne serait pas assez expérimenté, Michael Keaton (VF: Patrick Osmond ; VQ : Éric Gaudry) dans le rôle de Batman et Jack Nicholson dans celui du Joker risqueraient de ne pas être crédible, le film serait trop kitsch, etc. Malgré ces attaques, le film, intitulé sobrement Batman, qui sort en 1989, est un succès. Burton s'empare du personnage pour en donner sa version dans son style personnel qui est apprécié des critiques et du grand public. Batman rapporte 251,2 millions de dollars sur le marché nord-américain et 160,15 millions de dollars à l'international, soit un total de 413,34 millions de dollars.
En 1992 sort une suite intitulée Batman : Le Défi avec encore Tim Burton à la réalisation et Michael Keaton (VF : Patrick Osmond ; VQ : Éric Gaudry) dans le rôle-titre. Cette fois Batman doit combattre le Pingouin, joué par Danny DeVito, Catwoman, interprétée par Michelle Pfeiffer et Max Shreck interprété par Christopher Walken. Tim Burton participe cette fois à la production du film et obtient d'être le seul responsable. Il crée alors une œuvre sombre qui n'a pas l'agrément de la Warner Bros. La Warner voulait un film tout public pour que les ventes de produits dérivés soient importantes alors que Tim Burton réalise un film pour un public adulte et ne se soucie pas du merchandising. Malgré cela le film rapporte 160 millions de dollars aux seuls États-Unis, 270 millions au total.
Après Batman : Le Défi, Warner ne souhaite plus que Tim Burton réalise une nouvelle aventure de Batman et préfère confier le troisième film intitulé Batman Forever à Joel Schumacher. Ce dernier accepte les demandes de l'entreprise et réalise un film qui peut être vu par les plus jeunes. Michael Keaton refuse de porter une troisième fois le costume du chevalier noir et il est remplacé par Val Kilmer (VF : Robert Guilmard ; VQ : Éric Gaudry). Les ennemis, cette fois sont Double-Face joué par Tommy Lee Jones et Sphinx (comics) joué par Jim Carrey. Robin, joué par Chris O'Donnell, apparaît pour la première fois et Nicole Kidman interprète le rôle de Chase Meredith. Bien que différente de la version de Tim Burton, celle de Schumacher est aussi inventive avec un travail sur la couleur, la photographie et le décor. Les résultats d'exploitation, bien qu'inférieurs à ceux du premier Batman, sont cependant supérieurs à ceux du deuxième film de Tim Burton. Aux États-Unis le film rapporte 184 millions de dollars et avec des recettes de plus de 152 millions dans le reste du monde, le total s'élève à plus de 336 millions de dollars.
Le dernier film de la série intitulé Batman et Robin est aussi réalisé par Joel Schumacher et sort en 1997. Val Kilmer laisse la place à George Clooney (VF : Patrick Noérie ; VQ : Daniel Picard) dans le rôle de Batman qui doit cette fois combattre Mr. Freeze joué par Arnold Schwarzenegger et l'Empoisonneuse jouée par Uma Thurman. Il est aidé par Robin interprété par Chris O'Donnell et Batgirl interprétée par Alicia Silverstone. Bien que le film rapporte 237 millions de dollars, il est très mal reçu par les critiques et cet échec amène Warner Bros. à ne pas produire un cinquième film comme il était prévu.

### Trilogie de Christopher Nolan
En 2005 commence une trilogie réalisée par Christopher Nolan avec Christian Bale (VF : Philippe Valmont ; VQ : Antoine Durand) dans le rôle de Batman. Les titres des films sont Batman Begins (2005), The Dark Knight : Le Chevalier noir en 2008 et The Dark Knight Rises en 2012. Plusieurs acteurs ont le même rôle dans les trois films : Michael Caine, Morgan Freeman, Gary Oldman. ; dans The Dark Knight : Le Chevalier noir, Heath Ledger, Aaron Eckhart, Maggie Gyllenhaal et Cillian Murphy ; dans The Dark Knight Rises Joseph Gordon-Levitt, Tom Hardy, Anne Hathaway et Marion Cotillard.
Christopher Nolan réussit à reprendre le personnage et créer une série qui ne doit plus rien aux films des années 1990. Avec Batman Begins il présente les débuts de Batman qui revenu à Gotham doit combattre l'épouvantail joué par Cillian Murphy et Ra's Al Ghul joué par Liam Neeson. Les choix esthétiques et le scénario de David S. Goyer assurent le succès du film qui rapporte plus de 374 millions de dollars dans le monde.
Le deuxième film intitulé The Dark Knight : Le Chevalier noir est aussi un succès critique et commercial. Cette fois Batman doit lutter contre le Joker, interprété par Heath Ledger qui assure une prestation qualifiée d'inoubliable, et Double-Face, joué par Aaron Eckhart. Les recettes s'élèvent à 1 004 558 444 $. ce qui le classe au 18e rang du box-office mondial. Il est suivi en 2012 par The Dark Knight Rises dans lequel Batman affronte Bane, joué par Tom Hardy, et Talia al Ghul, joué par Marion Cotillard. L'accueil public et critique est excellent ; le site Rotten Tomatoes évalue la note moyenne des critiques à 8 sur 10. Les recettes du film dépassent celles du précédent opus pour s'établir à 1 084 439 099.

### Crossover DC Comics: Zack Snyder
Rapidement est abandonnée l'idée de produire une suite à The Dark Knight Rises, Christopher Nolan et Christian Bale ayant clairement fait savoir qu'ils ne comptaient pas rajouter un quatrième volet à leur trilogie. Toutefois, à la suite du succès de Man of Steel, Warner Bros. décide de lancer une franchise inspirée de DC Comics.
Zack Snyder prend les rênes du projet et annonce finalement que Batman reviendra au cinéma en 2016 dans un crossover avec Superman, Batman v Superman: Dawn of Justice, à la fois suite de Man of Steel et reboot de Batman qui sera interprété par Ben Affleck.

### Autre
- Batman contre le fantôme masqué, film d'animation américain réalisé par Eric Radomski et Bruce Timm, produit par la Warner Bros. et sorti en 1993.

## Vidéofilms

### DC Universe Animated Original Movies
Le personnage intervient dans de nombreux films d'animation de la collection en tant que personnage principal, en équipe avec Superman ou au côté de la Ligue des justiciers :
- La Ligue des justiciers : Nouvelle Frontière (Justice League: The New Frontier) réalisé par Dave Bullock (2008) avec la voix de Jeremy Sisto (VF : Adrien Antoine).
- Batman : Contes de Gotham (Batman: Gotham Knight) produit par Bruce Timm et Toshi Hiruma (2008) avec la voix de Kevin Conroy (VF : Adrien Antoine).
- Superman/Batman : Ennemis publics (Superman/Batman: Public Enemies) réalisé par Sam Liu (2009) avec la voix de Kevin Conroy (VF : Adrien Antoine).
- La Ligue des justiciers : Conflit sur les deux Terres (Justice League: Crisis on Two Earths) réalisé par Sam Liu et Lauren Montgomery (2010) avec la voix de William Baldwin (VF : Adrien Antoine).
- Batman et Red Hood : Sous le masque rouge (Batman: Under the Red Hood réalisé par Brandon Vietti (2010) avec la voix de Bruce Greenwood (VF : Adrien Antoine).
- Superman/Batman : Apocalypse réalisé par Lauren Montgomery (2010) avec la voix de Kevin Conroy (VF : Adrien Antoine).
- Batman: Year One réalisé par Sam Liu et Lauren Montgomery (2011) avec la voix de Benjamin McKenzie (VF : Adrien Antoine).
- La Ligue des justiciers : Échec (Justice League: Doom réalisé par Lauren Montgomery (2012) avec la voix de Kevin Conroy (VF : Adrien Antoine).
- Batman: The Dark Knight Returns réalisé par Jay Oliva (2012-2013) avec la voix de Peter Weller (VF : Saïd Amadis).
- La Ligue des justiciers : Le Paradoxe Flashpoint (Justice League: The Flashpoint Paradox) réalisé par Jay Oliva (2013) avec les voix de Kevin McKidd (VF : Saïd Amadis) et Kevin Conroy (VF : Adrien Antoine).
- La Ligue des justiciers : Guerre (Justice League: War) réalisé par Jay Oliva (2014) avec la voix de Jason O'Mara (VF : Adrien Antoine).
- Le Fils de Batman (Son of Batman) réalisé par Ethan Spaulding (2014) avec la voix de Jason O'Mara (VF : Adrien Antoine).
- Batman : Assaut sur Arkham (Batman: Assault on Arkham) réalisé par Jay Oliva et Ethan Spaulding (2014) avec la voix de Kevin Conroy (VF : Adrien Antoine).
- La Ligue des justiciers : Le Trône de l'Atlantide (Justice League: Throne of Atlantis) réalisé par Ethan Spaulding (2015) avec la voix de Jason O'Mara (VF : Adrien Antoine).
- Batman vs. Robin réalisé par Jay Oliva (2015) avec la voix de Jason O'Mara (VF : Adrien Antoine).
- La Ligue des justiciers : Dieux et Monstres (Justice League: Gods and Monsters) réalisé par Sam Liu (2015) avec la voix de Michael C. Hall (VF : Renaud Marx).
- Batman : Mauvais Sang (Batman: Bad Blood) réalisé par Jay Oliva (2016) avec la voix de Jason O'Mara (VF : Adrien Antoine).
- La Ligue des justiciers vs. les Teen Titans (Justice League vs. Teen Titans) réalisé par Sam Liu (2016) avec la voix de Jason O'Mara (VF : Emmanuel Jacomy).
- Batman: The Killing Joke réalisé par Sam Liu (2016) avec la voix de Kevin Conroy (VF : Emmanuel Jacomy).
- Justice League Dark réalisé par Jay Oliva (2017) avec la voix de Jason O'Mara (VF : Emmanuel Jacomy).
- Batman et Harley Quinn (Batman and Harley Quinn) réalisé par Sam Liu (2017) avec la voix de Kevin Conroy (VF : Emmanuel Jacomy).
- Batman: Gotham by Gaslight réalisé par Sam Liu (2018) avec la voix de Bruce Greenwood (VF : Emmanuel Jacomy).
- Justice League vs. the Fatal Five réalisé par Sam Liu (2019) avec la voix de Kevin Conroy (VF : Emmanuel Jacomy).
- Batman : Silence (Batman: Hush) réalisé par Justin Copeland (2019) avec la voix de Jason O'Mara (VF : Emmanuel Jacomy).
- Justice League Dark: Apokolips War réalisé par Matt Peters et Christina Sotta (2020) avec la voix de Jason O'Mara (VF : Emmanuel Jacomy).
- Batman: Soul of the Dragon réalisé par Sam Liu (2021) avec la voix de David Giuntoli (VF : Emmanuel Jacomy).
- Batman: The Long Halloween réalisé par Chris Palmer (2021) avec la voix de Jensen Ackles (VF : Adrien Antoine).
- Injustice réalisé par Matt Peters (2021) avec la voix d'Anson Mount (VF : Adrien Antoine).

### Autres vidéofilms
- Batman et Mr. Freeze : Subzero (Batman and Mr. Freeze: SubZero) réalisé par Boyd Kirkland (1998) avec la voix de Kevin Conroy (VF : Richard Darbois).
- Batman, la relève : Le Retour du Joker (Batman of the Future: Return of the Joker) réalisé par Curt Geda (2000) avec les voix de Kevin Conroy (Bruce Wayne) (VF : Patrick Messe) et Will Friedle (Terry McGinnis) (VF : Didier Cherbuy).
- Batman : La Mystérieuse Batwoman (Batman: Mystery of the Batwoman) réalisé par Curt Geda (2003) avec la voix de Kevin Conroy (VF : Bruno Carna).
- Batman contre Dracula (The Batman vs. Dracula) réalisé par Michael Goguen (2005) avec la voix de Rino Romano (VF : Adrien Antoine).
- Les Aventures de la Ligue des justiciers : Piège temporel (JLA Adventures: Trapped in Time) réalisé par Giancarlo Volpe (2014) avec la voix de Diedrich Bader (VF : Adrien Antoine).
- Batman Unlimited : L'Instinct animal (Batman Unlimited: Animal Instincts) réalisé par Butch Lukic (2015) avec la voix de Roger Craig Smith (VF : Adrien Antoine).
- Batman Unlimited : Monstrueuse pagaille (Batman Unlimited: Monster Mayhem) réalisé par Butch Lukic (2015) avec la voix de Roger Craig Smith (VF : Adrien Antoine).
- Batman Unlimited : Machines contre Mutants (Batman Unlimited: Mech vs. Mutants) réalisé par Curt Geda (2016) avec la voix de Roger Craig Smith (VF : Emmanuel Jacomy).
- Batman : Le Retour des justiciers masqués (Batman: Return of the Caped Crusaders) réalisé par Rick Morales (2016) avec la voix d'Adam West (VF : Emmanuel Jacomy).
- Batman vs. Double-Face (Batman vs.Two-Face) réalisé par Rick Morales (2017) avec la voix d'Adam West (VF : Emmanuel Jacomy).
- Scooby-Doo et Batman : L'Alliance des héros (Scooby-Doo! & Batman: The Brave and the Bold) réalisé par Jake Castorena (2018) avec la voix de Diedrich Bader (VF : Adrien Antoine).

## Téléfilms
- Les Légendes des super–héros (Legends of the Superheroes, Bill Carruthers, Chris Darley, 1979) avec Adam West
- Dans la grotte de Batman (Return to the Batcave, The Misadventures of Adam and Burt, Paul A. Kaufman, 2003) avec Adam West

## Films non autorisés par DC Comics
- Alyas Batman en Robin (Paquito Toledo, 1965) avec Bob Soler
- James Batman (Artemio Marquez, 1966) avec Dolphy
- Batman fights Dracula (Leody M. Diaz, 1967) avec Jing Abalos
- Fight Batman Fight! (Romeo N. Galang, 1973) avec Victor Wood
- Alyas Batman en Robin (Tony Y. Reyes, 1991) avec Joey de Leon
- Batman: Dead End (Sandy Collora, 2003) avec Clark Bartram
- Superman/Batman : Au service du monde (alias World's Finest, Sandy Collora, 2004)

## Jeux vidéo
Batman est le héros de nombreux jeux vidéo à son effigie, la plupart sont des adaptations des diverses incarnations cinématographiques ou animées du personnage. Ses aventures vidéoludiques débutent en 1986 avec Batman, sorti sur Amstrad CPC, MSX et ZX Spectrum.
Parmi les jeux les plus réussis figure Batman: Arkham Asylum, un titre sorti en 2009 qui reçoit d'excellentes critiques, les agrégateurs de notes lui octroient 91 sur 100 pour Metacritic et 91,89 % pour GameRankings,. Le jeu est alors à l'origine de la franchise Batman: Arkham, et connait trois suites : Arkham City, Arkham Origins et Arkham Knight.
Le personnage apparaît aussi dans les jeux vidéo de l'Univers DC comme Mortal Kombat vs. DC Universe, Injustice : Les Dieux sont parmi nous et DC Universe Online.